# Habib Galhia
Habib Galhia (in arabo حبيب قلحية,‎?; al-Qayrawan, 14 maggio 1941 – Susa, 25 dicembre 2011) è stato un pugile tunisino.

## Palmarès

### Olimpiadi
- 1 medaglia:
  - 1 bronzo (Tokyo 1964 nei pesi superleggeri)